# Amyntas (zoon van Andromenes)
Amyntas (Ἀμύντας) was een Macedonische officier in het leger van Alexander de Grote. Hij was de zoon van Andromenes van Tymphaia. Na de Slag aan de Granicus, toen het garnizoen van Sardis zich overgaf aan Alexander, was Amyntas de officier die vooruit werd gezonden om het te ontvangen. Twee jaren later, in 332 v. Chr. horen we opnieuw van hem als hij naar Macedonië wordt gezonden om vrijwilligers te ronselen, terwijl Alexander na het beleg van Gaza naar Egypte marcheerde. Hij keerde het volgende jaar terug naar de koning, toen hij de stad Susa had ingenomen.
Na de executie van Philotas op verdenking van verraad in 330 voor Chr. werden ook Amyntas en twee andere zonen van Andromenes (Attalus en Simmias) gearresteerd. De verdenkingen jegens hen werden versterkt door hun intimiteit met Philotas, en het feit dat hun broer Polemon was weggevlucht na de arrestatie van deze laatste. Een korte tijd later werd Amyntas gedood door een pijl bij het beleg van een dorp. Het is onzeker of de zoon van Andromenes de Amyntas is die volgens Curtius Rufus een deel van de Macedonische troepen leidde te Issus, of de persoon die een brigade leidde door de Cilicische poort. Maar Amyntas was een veel voorkomende naam onder de Macedoniërs.